# Othnielosaurus
Othnielosaurus je bio rod malenih dinosaura i pripadnik Ornithischia koji je živio prije 155 do 148 milijuna godina, tijekom kasne jure na području formacije Morrison na zapadu današnjeg SAD-a. 
Dobio je naziv u čast paleontologa Othniela Charlesa Marsha i isprva su njegovi ostaci priključeni rodu Laosaurus. Taj rod je osnovan da sadrži ostatke koji su prije pripadali rodu Othnielia, koji se bazira na ostacima koji su možda previše rijetki da bi držali njegov naziv; kao takav, on je uključen u desetljeća istraživanja kojima se pokušavala razmrsiti taksonomija koju su za sobom ostavili Marsh i njegov rival Edward Drinker Cope za vrijeme Ratova kostiju. Othnielosaurus se obično klasificira kao hipsilofodont, generalizirani maleni biljožder ili svežder, iako su neka nedavna istraživanja dovela to, pa i samo postojanje odvojene grupe za hipsilofodonte, u pitanje.

## Opis
Pronađeni su svi dijelovi tijela Othnielosaurusa, uključujući i dva dobra skeleta, ali se još uvijek malo zna o njegovoj lubanji. Othnielosaurus je bila malena dvonožna životinja duga 2 metra ili manje i teška 10 kg ili manje. Imao je kratke prednje udove i duge zadnje udove s velikim izraslinama s koje su bili vezani mišići. Ruke su mu bile kratke i široke s kratkim prstima. Glava mu je bila malena. Imao je malene obrazne zube oblika lista (trouglaste s malenim grebenima i nazubljenjima na prednjim i zadnjim rubovima) i zube u prednjem dijelu čeljusti s manje ornamentacija. Kao i još nekoliko hipsilofodonta i iguanodonta kao što su Hypsilophodon, Thescelosaurus i Talenkauen, Othnielosaurus je imao tanke ploče duž rebara. One su bile građene od hrskavice.

## Klasifikacija
Othnielosaurus (prije zvan Laosaurus, Nanosaurus i Othnielia) obično se smatra hipsilofodontom, pripadnikom nejasne i loše definirane grupe malenih dinosaura biljoždera. Međutim, Robert Bakker et al. 1990. je to doveo u pitanje. U svom opisu novog taksona Drinker nisti, oni su podijelili rod Othnielia na dvije vrste (O. rex i O. consors) i svrstali "otnielide" kao primitivnije od hipsilofodonata.  Budući da su nedavne analize predložile parafiletičnu grupu Hypsilophodontidae, općenita ideja da su "otnielidi" primitivniji od ostalih hipsilofodonata se uglavnom podržava, iako je rod Drinker bio kontroverzan jer o njemu nije ništa objavljeno još od njegovog opisa. Drugi primitivni ornitopodi su ponekada povezani s Othnielosaurusom, osobito Hexinlusaurus, kojeg barem jedan autor smatra vrstom roda "Othnielia", O. multidens. Nova istraživanja se podudaraju s hipotezom da je Othnielosaurus primitivniji od ostalih tradicionalnih hipsilofodonata, ali idu još i dalje da bi izbacili tu grupu iz podreda Ornithopoda i uvrstili je u veću grupu Cerapoda, u koju također spadaju ceratopsi (dinosauri s rogovima) i pahicefalosauri (dinosauri s kacigom na glavi).

## Povijest i taksonomija
O.C. Marsh je krajem 19. vijeka dao nazive nekolicini vrsta i rodova koje su prepoznate kao hipsilofodonti ili njima slične životinje; u njih spadaju Nanosaurus agilis (moguće), "N." rex, Laosaurus celer, L. consors i L. gracilis. Ta taksonomija se jako zakomplicirala i poslije je bilo mnogo pokušaja da ju se revidira.
Marsh je 1877. godine dao naziv dvijema vrstama Nanosaurusa u nekoliko objava, na osnovu nepotpunih ostataka iz formacije Morrison u Coloradu. U jednom člaknu opisan je N. agilis, na osnovu primjerka YPM 1913, koji se (između ostalog) sastojao i od otiska donje čeljusti i dijelova postkranijalnog skeleta, uključujući i dijelove os ilii, bedrene kosti, goljenične kosti i lisne kosti. U drugom članku naziv je dat vrsti N. rex, koja se bazira na primjerku YPM 1915 (1925 prema Galton, 2007.), potpunoj bedrenoj kosti. Marsh je obje vrste smatrao malenim životinjama "veličine lisice". On je taj rod priključio porodici Nanosauridae, koja se više ne koristi.
Sljedeće godine je dao naziv rodu Laosaurus na osnovu materijala koji je skupio Samuel Wendell Williston u Como Bluffu u Wyomingu. Dati su nazivi za dvije vrste: tipičnu vrstu L. celer, na osnovu 11 kralježaka (YPM 1875); i "manju" vrstu L. gracilis, koja se isprva bazirala na centralnim dijelovima jednog leđnog i jednog repnog kralješka i na dijelu lakatne kosti (u reviziji koju je Peter Galton proveo 1983. godine pronađeno je da se primjerak sastoji od centralnih dijelova 13 leđnih i 8 repnih kralježaka i dijelova oba zadnja uda).
Marsh je 1894. osnovao treću vrstu, L. consors, za primjerak YPM 1882, koji se sastoji od većeg dijela jednog povezanog skeleta i dijela barem još jedne jedinke. Lubanja je bila samo djelomično očuvana, a s obzirom na to da su od kralježaka očuvani samo centralni dijelovi, može se zaključiti da se govori o neodrasloj jedinci. Galton (1983.) naglašava da je većina skeleta koji je trenutno postavljen restauriran uz pomoć žbuke ili mu je dodana boja.
Te životinje nisu privlačile mnogo pažnje do 1970-ih i 80-ih, kada se Peter Galton u više članaka osvrnuo na mnoge "hipsilofodonte". On i Jim Jensen su 1973. godine opisali nepotpun skelet (BYU ESM 163 prema Galton, 2007.) kojem su nedostajala glava, ruke i rep, kao Nanosaurus (?) rex; prije opisa su ga oštetili drugi skupljači. On je do 1977. odredio da je Nanosaurus agilis bio mnogo drugačiji od N. rex i novog skeleta, pa je za N. rex osnovao rod Othnielia. Ta referenca iz 1977. godine, pomalo zakopana u istraživanju koje se tiče transkontinentalne vrste roda Dryosaurus, nije razrađena, ali njome Laosaurus consors i L. gracilis ipak jesu priključeni novom rodu, a za L. celer se smatra da je nomen nudum. Objavljivanje roda Drinker je dalje zakompliciralo situaciju.
Galton je nedavno (2007.) ponovo pregledao pripadnike Ornithischia koji su pronađeni u formaciji Morrison i zaključio je da bedrena kost na kojoj se bazira "Nanosaurus" rex (a time i Othnielia) nije dijagnostična, pa je priključio skelet iz BYU vrsti Laosaurus consors, koja se bazira na materijalu koji je više dijagnostičan. Budući da se i rod Laosaurus bazira na takvom materijalu, on je dao vrsti L. consors vlastiti rod, Othnielosaurus. Rezultat toga je da je ono što se smatralo rodom Othnielia sada poznato kao Othnielosaurus consors. Othnielia nije sinonim za Othnielosaurus, zato što se baziraju na različitim primjercima; međutim, skeleti koji su se koristili da bi se opisala Othnielia sada su prebačeni u Othnielosaurus, pa sada rod Othnielia ostaje samo na prvobitnoj bedrenoj kosti. Trenutni status za spomenute vrste je sljedeći: Nanosaurus agilis je mogući primitivni ornitopod, "N." rex (Othnielia) je dvojben primitivni ornitopod, Drinker nisti je odvojen i provizorno validan takson, L. consors je tipična vrsta roda Othnielosaurus, a L. celer i L. gracilis se još uvijek smatraju dvojbenim.

## Paleobiologija i paleoekologija
Othnielosaurus je spadao u manje vrste dinosaura koje su nastanjivale područje današnje formacije Morrison, sićušan u odnosu na ogromne sauropode. Za formaciju Morrison se smatra da je bila polusuho stanište s odvojenim vlažnim i sušnim razdobljima, ravna naplavna ravnica. Vegetacija je bila raznolika, od šuma četinara i paprati koje su rasle uz rijeke, do savana paprati s raštrkanim drvećem. Tu su pronađeni ostaci raznih biljaka: zelenih algi, gljiva, mahovina, preslica, paprati, cikasa, ginkoa i nekoliko porodica četinara. Što se ostalih živih bića tiče, pronađeni su školjkaši, puževi, zrakoperke, žabe, daždevnjaci, kornjače, premosnici, gušteri, kopneni i vodeni krokodilomorfi, nekoliko vrsta pterosaura, brojne vrste dinosaura i rani sisari, kao što su dokodonti, multituberkulati, simetrodonti i trikodonti. Od dinosaura, pronađeni su teropodi Ceratosaurus, Allosaurus, Ornitholestes i Torvosaurus, sauropodi Apatosaurus, Brachiosaurus, Camarasaurus i Diplodocus i pripadnici Ornithischia Camptosaurus, Dryosaurus i Stegosaurus. Othnielosaurus je prisutan u stratigrafskim zonama 2-5.
Othnielosaurus se obično prikazivao kao i ostali hipsilofodonti - kao malen i brz biljožder, iako je Bakker (1986.) ukazao na mogućnost da je Nanosaurus (s kojim je možda u srodstvu) bio svežder. Ta ideja je neslužbeno podržana, ali ne baš i u službenoj literaturi; da bi se ona testirala bit će potrebni opisi više potpunih lubanja.

## Vanjske poveznice
- Više o taksonomiji  Arhivirana inačica izvorne stranice od 4. ožujka 2021. (Wayback Machine) rodova Nanosaurus, Othnielia i Laosaurus
- Zapis u Dinosaur Mailing List-u  Arhivirana inačica izvorne stranice od 3. listopada 2018. (Wayback Machine) kojim je proglašen novi rod
- Rekonstrukcija Othnielosaurusa (kao Othnielia rex, na osnovu neopisanog primjerka "Barbara" i skeleta iz BYU) - Scott Hartman